# میلتن (نیو ساوت ولز)
میلتن (به انگلیسی: Milton) یک شهرک در استرالیا است که در نیو ساوت ولز واقع شده‌است.